# 千军昌
千军昌（1955年12月—），男，陕西户县人，中华人民共和国政治人物。中共中央党校函授学院经济管理专业毕业。曾任中共咸阳市委书记、市长。现任政协陕西省第十一届委员会副主席。

## 生平
早年，千军昌一直在家乡户县从事教育工作；先后担任户县五桥中学教师，户县驻牛东公社整顿工作组副组长，千王中学革委会副主任，县教育局干事，县师范学校团委书记。1976年9月加入中国共产党。1982年8月，调入县共青团委工作，先后任县团委副书记、书记；开启仕途之路。自1984年，千军昌历任户县石井乡乡长，县委宣传部副部长，县工商管理局副局长，副县长，团西安市委副书记，雁塔区委副书记，临潼县委书记，新城区委书记等职。
2003年3月，千军昌当选中共西安市委常委、兼新城区委书记，西安城墙景区管委会党组书记；2005年9月，转任中共咸阳市委副书记，副市长、代市长；2006年3月，正式当选咸阳市市长；2008年2月，升任中共咸阳市委书记。2013年1月，当选政协陕西省第十一届委员会副主席。